# 友ヶ島灯台
友ヶ島灯台（ともがしまとうだい）は、和歌山県和歌山市加太沖の紀淡海峡上にある群島「友ヶ島」の沖ノ島にある灯台である。

## 概要

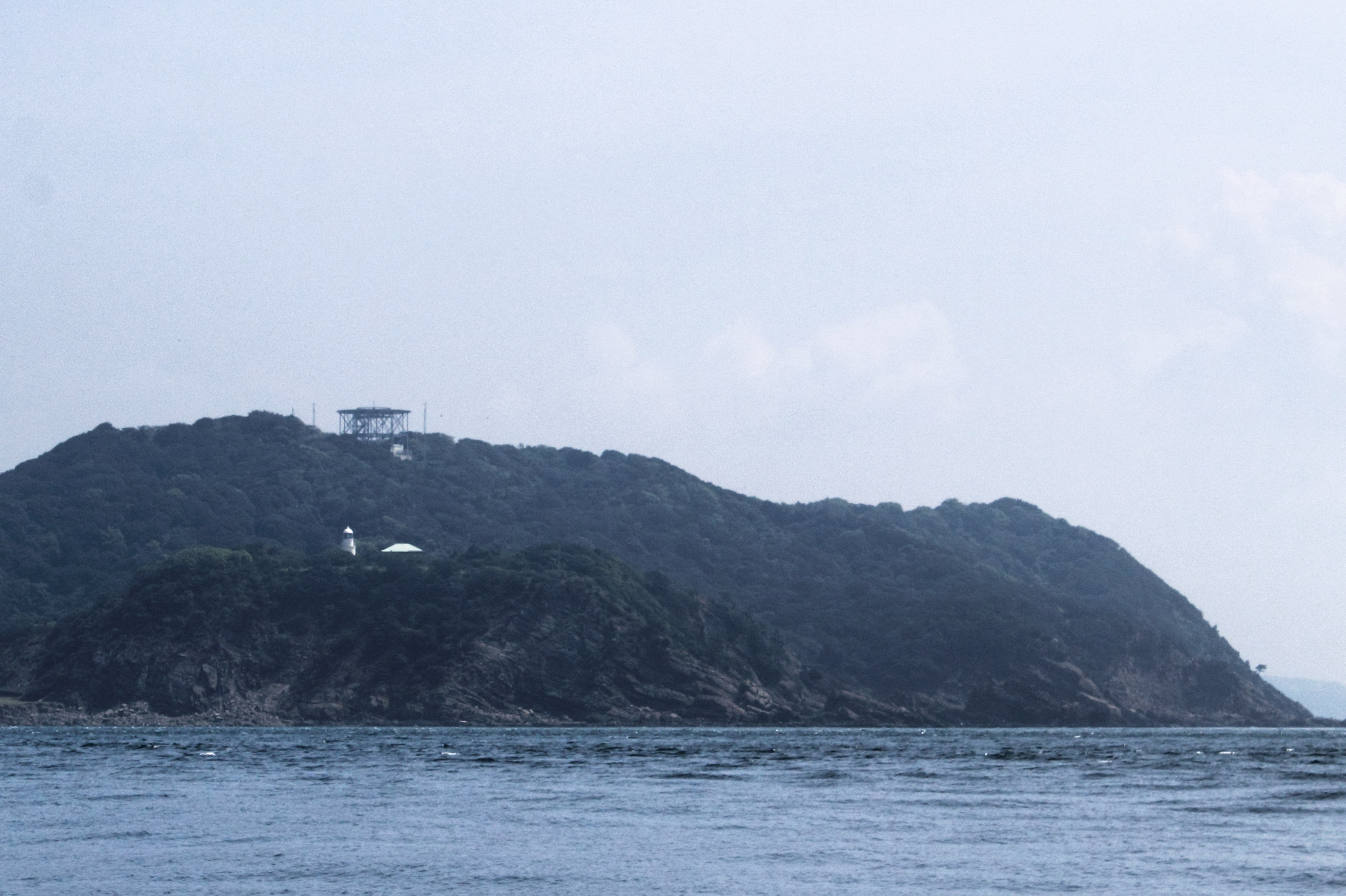
沖ノ島西方より見える友ヶ島灯台

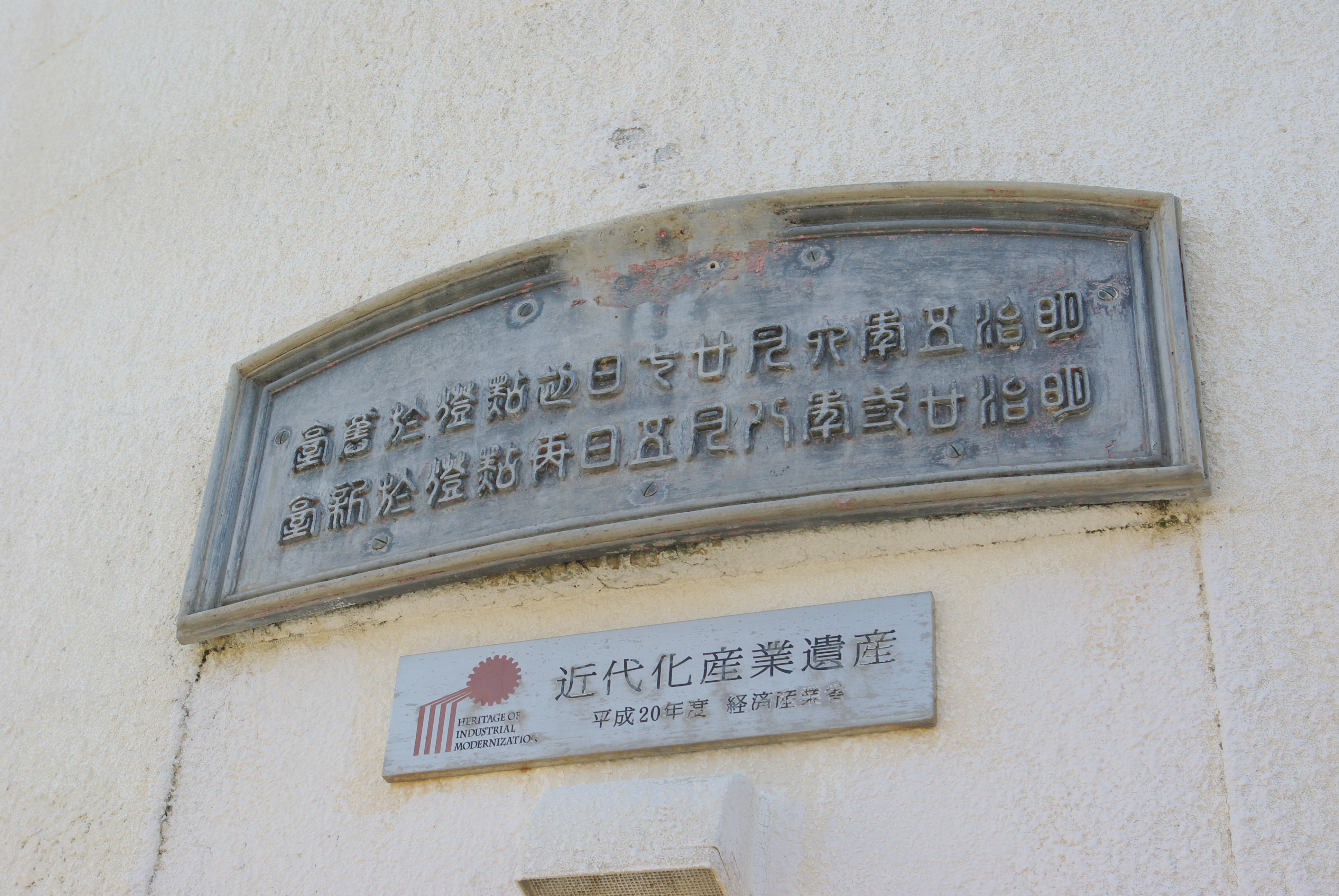
移設前と移設後の初点灯日を示す看板

友ヶ島灯台は、明治初期の大坂条約によって建設された5基の洋式灯台の一つで、日本で8番目に竣工した西洋式灯台、そして歴史的文化財的価値が高いAランクの保存灯台である。建設当時はイギリス製の3等不動レンズ、石油3重芯ランプを使用していた。平成20年、経済産業省から「近代産業遺産群 続33」の認定を受けている。周辺は瀬戸内海国立公園に指定されている。

## 歴史
- 1870年（明治3年）5月 - 英国人技師リチャード・ヘンリー・ブラントンにより着工
- 1872年8月1日（明治5年6月27日） - 竣工し初点灯された
- 1890年（明治23年）8月 - 由良要塞第一砲台建設のため、東に25m移設される[1][3][4]
- 1890年（明治23年）8月5日 - 移設後の灯台で再点灯する。
- 1952年（昭和27年）4月 - 自家発電方式に変わる
- 1958年（昭和33年）4月 - 無人化される
- 1980年（昭和55年）8月 - 改築される
- 2002年（平成14年）9月15日 - LU-M型灯器に入替[1]